# КимаКима
«КимаКима» — музыкальный проект продюсера Леонида Бурлакова и нескольких музыкантов во главе с автором-исполнителем Кирой Малыгиной. Проект «КимаКима» реализован в стиле инди-поп (grunge du soleil).
Весной 2016 года был опубликован дебютный сингл — «Италия», другие синглы — «Чудо», «Море Валентина», «Девочка с долькой арбуза», также были сняты несколько клипов. В этом же году под лейблом Nikitin Music Group был выпущен дебютный альбом под названием «КимаКима». Альбом был профинансирован с привлечением краудфандинга и выпущен на виниле.

## Творчество

### Дискография
1. 2016 — «КимаКима»
2. 2017 — «КимаКима (Deluxe Edition)» (Переиздание первого альбома «КИМАКИМА»)

### Синглы
1. 2016 — «Италия»
2. 2016 — «Чудо»
3. 2016 — «Море Валентина»
4. 2016 — «Девочка с долькой арбуза»
5. 2016 — «Молоком или мелом»
6. 2017 — «Ло»

### Видеоклипы
1. 2016 — «Италия»
2. 2016 — «Чудо»
3. 2016 — «Девочка с долькой арбуза»
4. 2016 — «Ассоль навсегда»
5. 2016 — «Марэ Валентино»
6. 2016 — «Море Валентина»
7. 2016 — «Молоком или мелом»